# 殊不簡單
是2008年上映的一部傳記電影，由著名美國導演奧利華·史東執導，講述美國第43任總統喬治·W·布殊早年直到執政的故事。影片原名《W.》就是取自布殊的中間名沃克（Walker）的縮寫。影片中由乔什·布洛林扮演布殊。
影片將民望較低的布殊塑造成一個悲劇人物，對他有很多人性的視角。一向屬于自由派導演的史東說：「我不知道真正的總統是甚麼樣的人……但是我知道他是跟我們一樣，都有善、惡、醜的一面。」

## 演員
- 佐斯·布連 飾 喬治·W·布殊
- 伊丽莎白·班克斯 飾 勞拉·布殊
- 譚蒂·紐頓 飾 康多莉扎·赖斯
- 杰西·布拉福德 飾 戴卓爾，布殊的大學好友
- 詹姆斯·克伦威尔 飾 喬治·H·W·布殊
- 李察·德雷福斯 飾 迪克·切尼
- 史考特·葛倫 飾 唐纳德·拉姆斯菲尔德
- 艾伦·波士汀 飾 芭芭拉·布殊
- 伊安·格鲁福德 飾 托尼·布萊爾
- 杰森·雷特 飾 杰布·布殊
- 诺亚·怀勒 飾 唐纳德·埃文斯
- 杰弗里·怀特 飾 克林·鲍威尔
- 布鲁斯·麦吉尔 飾 治·特内特
- 罗伯·科德瑞 飾 利·弗莱切
- 托比·琼斯 飾 卡尔·罗夫
- 章小蕙 飾 記者
- 江美儀 飾 記者
- 陳偉霆 飾 醫院醫生
- 陳霽平 飾 美國女陸軍

另外，香港演員鍾欣潼（飾 肚皮舞女郎）亦為本電影客串演員之一，但由於片長關係，鍾之戲份只收錄於DVD。

## 使用的音乐
1	Shotgun Boogie	Hank Thompson
2	Yellow Rose Of Texas	Mitch Miller
3	The Whiffenpoof Song	Collegians Male Chorus
4	The Differencemaker (from the W. original film score)	Paul Cantelon
5	I m Winging My Way Back Home	The Blackwood Brothers
6	Robin Hood	Dick James with Stephen James and His Chums
7	Delta Waltz (from the W. original film score)	Paul Cantelon
8	War (from the W. original film score)	Paul Cantelon
9	What A Wonderful World	Eddy Arnold
10	Mammas Don t Let Your Babies Grow Up To Be Cowboys	Willie Nelson
11	Bayou from the W. original film score	Paul Cantelon
12	Mammas Don'T Let Your Babies Grow Up To Be Cowboys

## 外部連結
- 官方網站
- 互联网电影数据库（IMDb）上《W.》的资料（英文）
- AllMovie上《W.》的资料（英文）
- 爛番茄上《W.》的資料（英文）
- Box Office Mojo上《W.》的資料（英文）
- W the Film （页面存档备份，存于）在YouTube